# زنقول تپه
زنقول تپه در شهرستان قزوین، بخش مرکزی، روستای اروس آباد واقع شده و این اثر در تاریخ ۲۵ اسفند ۱۳۸۰ با شمارهٔ ثبت ۵۵۹۹ به‌عنوان یکی از آثار ملی ایران به ثبت رسیده است.